# From Dusk till Dawn: The Series
From Dusk till Dawn es una serie de televisión dramática y de terror estadounidense creada por Robert Rodríguez y basada en la franquicia del mismo nombre de Quentin Tarantino y Robert Rodriguez. Es la ampliación de las crónicas de los hermanos Gecko, (Seth y Richie), de la familia Fuller y de Santanico Pandemonium. La serie se estrenó el 11 de marzo de 2014 y finalizó el 1 de noviembre de 2016.
La serie explora y expande la historia de los personajes de la película original, proporcionando un alcance más amplio y más rico de la Mitología Azteca. Después del estreno de la serie y ver el éxito obtenido, la serie fue renovada para una segunda temporada, estrenada el 25 de agosto de 2015 y finalizada el 27 de octubre de 2015.
El 26 de octubre de 2015, la serie fue renovada para una tercera y última temporada, que fue estrenada el 6 de septiembre de 2016.

## Argumento
La historia se centra en el ladrón de bancos Seth Gecko (D.J. Cotrona) y su violento e impredecible hermano, Richard “Richie” Gecko (Zane Holtz), que en la película son interpretados por George Clooney y Quentin Tarantino, quienes intentan escapar del FBI y de dos rangers texanos, Earl McGraw (Don Johnson) y Freddie González (Jesse García), luego de robar un banco en Abilene, Texas, dejando varios muertos.
Mientras huyen a México, Seth y Richie se encuentran con el ex predicador Jacob Fuller (Robert Patrick) y su familia, a quienes toman como rehenes. Con el vehículo de la familia intentan cruzar la frontera, pero terminan desviándose y llegan a un club nocturno lleno de vampiros, donde deberán luchar hasta el amanecer para conservar sus vidas.

## Reparto
| Interpretado por    | Personaje                           | Temporada   | Temporada   | Temporada   |
| Interpretado por    | Personaje                           | 1           | 2           | 3           |
| Principales         | Principales                         | Principales | Principales | Principales |
| ------------------- | ----------------------------------- | ----------- | ----------- | ----------- |
| D. J. Cotrona       | Seth Gecko                          | Principal   | Principal   | Principal   |
| Zane Holtz          | Richie Gecko                        | Principal   | Principal   | Principal   |
| Jesse Garcia        | Ranger Frederico "Freddie" González | Principal   | Principal   | Principal   |
| Eiza González       | Santanico Pandemonium / Kisa        | Principal   | Principal   | Principal   |
| Madison Davenport   | Kate Fuller / Amaru                 | Principal   | Principal   | Principal   |
| Brandon Soo Hoo     | Scott Fuller                        | Principal   | Principal   | Principal   |
| Robert Patrick      | Jacob Fuller                        | Principal   |             |             |
| Wilmer Valderrama   | Carlos Madrigal                     | Principal   | Principal   | Principal   |
| Jake Busey          | Aidan "Sex Machine" Tanner          | Principal   | Principal   |             |
| Esai Morales        | Lord Amancio Malvado                |             | Principal   |             |
| Danny Trejo         | El Regulador                        |             | Principal   |             |
| Don Johnson         | Ranger Earl McGraw                  | Principal   |             |             |
| Jamie Tisdale       | Margaret González                   | Principal   | Principal   | Principal   |
| Manuel García Rulfo | Narciso Menéndez                    | Principal   | Principal   |             |
| Brandon Smith       | Capitán Chance Holbrook             | Principal   | Principal   |             |
| Samantha Esteban    | Mónica Garza                        | Principal   | Principal   |             |
| Demi Lovato         | Maia                                |             | Principal   |             |

## Producción
La serie es basada en los personajes de la película original. También tiene una fuerte influencia del resto de la saga. En 1996, Quentin Tarantino apareció en el mismo y escribió el guion de Robert Rodríguez para From Dusk till Dawn, recibiendo críticas mixtas por partes de los críticos. Aun así, alcanzó un estatus alto de culto, generando una saga de curso de dos secuelas con Tarantino y Rodríguez, como los productores ejecutivos. From Dusk Till Dawn 2: Texas Blood Money es la segunda película de la franquicia, es una secuela de la original. La película fue una versión de prueba anticipada por Dimension Films para el mercado directo a vídeo y From Dusk till Dawn 3: The Hangman's Daughter, una película que sirve como precuela del material de origen.
La serie es la primera serie original con guion de Robert Rodríguez, recientemente lanzado por el canal estadounidense El Rey. Rodríguez es el creador de la serie, quien además dirigió la trama y otros episodios, declaró que la película original es "una de las películas favoritas que he hecho en el pasado con Quentin Tarantino y las personas nos siguen preguntando por ello [la película] hoy en día". También dijo, "Había tantas cosas que quise explorar en esa película que no conseguí. Y profundice un poco más en las mitologías Mesoamérica, Azteca y Maya, en lugares donde la cultura de vampiros haya podido existir en ese entonces y encontré cosas fascinantes".

## Episodios
| Temporada | Temporada | Episodios | Fecha de emisión        | Fecha de emisión | Fecha de emisión       | Fecha de lanzamiento en DVD y Blu-ray | Fecha de lanzamiento en DVD y Blu-ray | Fecha de lanzamiento en DVD y Blu-ray |
| Temporada | Temporada | Episodios | Estreno de temporada    |                  | Final de temporada     | Región 1/A                            | Región 2/B                            | Región 4/B                            |
| --------- | --------- | --------- | ----------------------- | ---------------- | ---------------------- | ------------------------------------- | ------------------------------------- | ------------------------------------- |
|           | 1         | 10        | 11 de marzo de 2014     |                  | 20 de mayo de 2014     | 16 de septiembre de 2014              | —                                     | 24 de septiembre de 2014              |
|           | 2         | 10        | 25 de agosto de 2015    |                  | 27 de octubre de 2015  | —                                     | —                                     | —                                     |
|           | 3         | 10        | 6 de septiembre de 2016 |                  | 1 de noviembre de 2016 |                                       |                                       |                                       |

## Recepción
From Dusk till Dawn: The Series ha recibido críticas favorables. Metacritic, ha dado a la temporada una calificación "generalmente favorable" de 62/100, basándose en nueve críticas. En otra revisión, Rotten Tomatoes que tiene una calificación de 78% con una calificación promedio de 6.6/100, basándose en 9 críticas. Alcanzó la posición #1 en la lista de "Las Mejores Series de Ficción para Ver" de The Hollywood Reporter.